# Bayerischer Toto-Pokal 2017/18
Der Bayerische Toto-Pokal 2017/18 war die 9. Saison seit der Pokalreform 2009/10. Im Finale setzte sich der 1. FC Schweinfurt 05 gegen die SpVgg Bayreuth durch und qualifizierte sich dadurch für die 1. Hauptrunde des DFB-Pokals 2018/19.

## Teilnehmende Mannschaften
Insgesamt nahmen 64 Mannschaften an der 1. Hauptrunde des Pokals teil:
- 24 Kreispokalsieger:
  - Oberbayern: FC Schwabing München, FC Bad Kohlgrub-Ammertal, SV Bruckmühl, TSV Dorfen
  - Niederbayern: TV Aiglsbach, VfB Straubing, TV Freyung, FC Salzweg
  - Schwaben: SV Ungerhausen, VfR Neuburg, TSV Burgau
  - Oberpfalz: TV Oberndorf, SV Inter Bergsteig Amberg, SV Schwarzhofen
  - Oberfranken: FSV Unterleiterbach, TSV Meeder, FC Rehau
  - Mittelfranken: DJK Falke Nürnberg, TSV 1860 Weißenburg, 1. FC Herzogenaurach
  - Unterfranken: SG Hettstadt, TSV 06 Gochsheim, SV Vatan Spor Aschaffenburg, TSV Rannungen
- 2 Drittligisten:
  - Würzburger Kickers, SpVgg Unterhaching
- 11 Regionalligisten (2016/17):
  - FV Illertissen, TSV Buchbach, 1. FC Schweinfurt 05, FC Memmingen, SpVgg Bayreuth, SV Schalding-Heining, Wacker Burghausen, TSV 1860 Rosenheim, VfR Garching, SpVgg Bayern Hof, SV Seligenporten
- 2 Aufsteiger aus der Bayernliga (2016/17):
  - FC Unterföhring, VfB Eichstätt
- 2 Relegationsteilnehmer (2016/17):
  - FC Pipinsried, SV Viktoria Aschaffenburg
- 1 zusätzlicher Absteiger aus der 2. Liga:
  - TSV 1860 München
- 22 Qualifikanten:
  - Bayernliga: TSV Schwaben Augsburg, DJK Gebenbach, TSV Kornburg, SV Pullach, SV Heimstetten, TSV Schwabmünchen, TSV Aubstadt, DJK Ammerthal, 1. FC Sonthofen, SC Eltersdorf
  - Landesliga: TSV Bogen, 1. FC Lichtenfels, ASV Cham, FC Deisenhofen, TSV Aindling, SV Memmelsdorf, FC Sturm Hauzenberg, TuS Geretsried, TuS Röllbach, TSV Abtswind, Türkspor Augsburg, ASV Vach

## 1. Hauptrunde
Die Partien der 1. Hauptrunde wurden am 8. und 9. August 2017 ausgetragen.
| Datum                 |                             | Ergebnis        |                        |
| --------------------- | --------------------------- | --------------- | ---------------------- |
| 08.08.2017, 18:30 Uhr | TSV 06 Gochsheim            | 0:3             | 1. FC Schweinfurt 05   |
| 08.08.2017, 18:30 Uhr | DJK Falke Nürnberg          | 0:5             | SpVgg Bayreuth         |
| 08.08.2017, 18:30 Uhr | FSV Unterleiterbach         | 0:7             | SV Seligenporten       |
| 08.08.2017, 18:30 Uhr | TSV Meeder                  | 3:1             | SpVgg Bayern Hof       |
| 08.08.2017, 18:30 Uhr | TSV 1860 Weißenburg         | 2:0             | TSV Kornburg           |
| 08.08.2017, 18:30 Uhr | SV Memmelsdorf              | 2:0             | SC Eltersdorf          |
| 08.08.2017, 18:30 Uhr | SV Schwarzhofen             | 1:3             | ASV Cham               |
| 08.08.2017, 18:30 Uhr | TV Freyung                  | 2:3             | FC Sturm Hauzenberg    |
| 08.08.2017, 18:30 Uhr | FC Schwabing München        | 0:5             | TSV Buchbach           |
| 08.08.2017, 18:30 Uhr | TSV Dorfen                  | 3:3 (5:4 i. E.) | Wacker Burghausen      |
| 08.08.2017, 18:30 Uhr | SV Pullach                  | 1:3             | FC Unterföhring        |
| 08.08.2017, 18:30 Uhr | SV Ungerhausen              | 0:4             | FC Memmingen           |
| 08.08.2017, 19:00 Uhr | TV Aiglsbach                | 3:4             | VfB Eichstätt          |
| 08.08.2017, 19:30 Uhr | FC Deisenhofen              | 3:0             | VfR Garching           |
| 09.08.2017, 18:30 Uhr | TSV Rannungen               | 0:8             | FC Würzburger Kickers  |
| 09.08.2017, 18:30 Uhr | SG Hettstadt                | 0:5             | TSV Abtswind           |
| 09.08.2017, 18:30 Uhr | SV Vatan Spor Aschaffenburg | 0:2             | Viktoria Aschaffenburg |
| 09.08.2017, 18:30 Uhr | TuS Röllbach                | 0:5             | TSV Aubstadt           |
| 09.08.2017, 18:30 Uhr | 1. FC Herzogenaurach        | 2:5             | ASV Vach               |
| 09.08.2017, 18:30 Uhr | FC Rehau                    | 1:2             | 1. FC Lichtenfels      |
| 09.08.2017, 18:30 Uhr | SV Inter Bergsteig Amberg   | 0:2             | DJK Ammerthal          |
| 09.08.2017, 18:30 Uhr | TV Oberndorf                | 1:1 (2:4 i. E.) | DJK Gebenbach          |
| 09.08.2017, 18:30 Uhr | VfB Straubing               | 1:3             | TSV Bogen              |
| 09.08.2017, 18:30 Uhr | FC Salzweg                  | 0:7             | SV Schalding-Heining   |
| 09.08.2017, 18:30 Uhr | VfR Neuburg                 | 0:4             | TSV 1860 München       |
| 09.08.2017, 18:30 Uhr | TuS Geretsried              | 1:2             | FC Pipinsried          |
| 09.08.2017, 18:30 Uhr | TSV Burgau                  | 0:4             | FV Illertissen         |
| 09.08.2017, 18:30 Uhr | TSV Schwaben Augsburg       | 2:1             | 1. FC Sonthofen        |
| 09.08.2017, 18:30 Uhr | Türkspor Augsburg           | 1:1 (1:4 i. E.) | TSV Schwabmünchen      |
| 09.08.2017, 19:00 Uhr | SV Bruckmühl                | 0:5             | SpVgg Unterhaching     |
| 09.08.2017, 19:00 Uhr | FC Bad Kohlgrub             | 0:5             | TSV 1860 Rosenheim     |
| 09.08.2017, 19:00 Uhr | TSV Aindling                | 1:3             | SV Heimstetten         |

## 2. Hauptrunde
Die Spiele der 2. Hauptrunde fanden am 22. und 23. August 2017 statt.
| Datum                 |                       | Ergebnis        |                        |
| --------------------- | --------------------- | --------------- | ---------------------- |
| 22.08.2017, 18:00 Uhr | TSV Aubstadt          | 0:5             | 1. FC Schweinfurt 05   |
| 22.08.2017, 18:00 Uhr | TSV Abtswind          | 3:6             | Viktoria Aschaffenburg |
| 22.08.2017, 18:00 Uhr | ASV Vach              | 2:1             | ASV Cham               |
| 22.08.2017, 18:00 Uhr | 1. FC Lichtenfels     | 3:0             | DJK Gebenbach          |
| 22.08.2017, 18:00 Uhr | FC Sturm Hauzenberg   | 4:2             | SV Schalding-Heining   |
| 22.08.2017, 18:00 Uhr | TSV Dorfen            | 0:7             | TSV 1860 München       |
| 22.08.2017, 18:00 Uhr | TSV 1860 Weißenburg   | 1:8             | VfB Eichstätt          |
| 22.08.2017, 18:00 Uhr | TSV Schwabmünchen     | 0:1             | FC Memmingen           |
| 22.08.2017, 18:00 Uhr | TSV Schwaben Augsburg | 0:6             | FV Illertissen         |
| 22.08.2017, 18:30 Uhr | TSV Bogen             | 1:2             | TSV Buchbach           |
| 22.08.2017, 19:00 Uhr | FC Unterföhring       | 2:1             | FC Pipinsried          |
| 22.08.2017, 19:30 Uhr | FC Deisenhofen        | 0:2             | TSV 1860 Rosenheim     |
| 23.08.2017, 18:00 Uhr | SV Memmelsdorf        | 0:2             | SV Seligenporten       |
| 23.08.2017, 18:00 Uhr | DJK Ammerthal         | 0:0 (4:5 i. E.) | SpVgg Bayreuth         |
| 23.08.2017, 18:15 Uhr | TSV Meeder            | 00:10           | Würzburger Kickers     |
| 23.08.2017, 19:00 Uhr | SV Heimstetten        | 1:4             | SpVgg Unterhaching     |

## Achtelfinale
Die Spiele des Achtelfinales fanden am 4. bis 6. September 2017 statt.
| Datum                 |                        | Ergebnis        |                      |
| --------------------- | ---------------------- | --------------- | -------------------- |
| 04.09.2017, 17:30 Uhr | SpVgg Bayreuth         | 1:1 (3:0 i. E.) | VfB Eichstätt        |
| 05.09.2017, 17:30 Uhr | Viktoria Aschaffenburg | 1:1 (4:6 i. E.) | 1. FC Schweinfurt 05 |
| 05.09.2017, 17:30 Uhr | 1. FC Lichtenfels      | 0:3             | Würzburger Kickers   |
| 05.09.2017, 17:30 Uhr | FC Sturm Hauzenberg    | 2:6             | TSV 1860 Rosenheim   |
| 05.09.2017, 19:00 Uhr | TSV Buchbach           | 1:2             | SpVgg Unterhaching   |
| 05.09.2017, 19:00 Uhr | TSV 1860 München       | 4:0             | FC Unterföhring      |
| 05.09.2017, 19:00 Uhr | FC Memmingen           | 2:1             | FV Illertissen       |
| 05.09.2017, 19:00 Uhr | ASV Vach               | 1:3             | SV Seligenporten     |

## Viertelfinale
Die Spiele des Viertelfinales fanden am 3. und 17. Oktober 2017 sowie am 2. April 2018 statt.
| Datum                 |                      | Ergebnis        |                    |
| --------------------- | -------------------- | --------------- | ------------------ |
| 03.10.2017, 14:00 Uhr | TSV 1860 Rosenheim   | 0:0 (5:4 i. E.) | Würzburger Kickers |
| 03.10.2017, 18:30 Uhr | 1. FC Schweinfurt 05 | 2:1             | SpVgg Unterhaching |
| 17.10.2017, 14:00 Uhr | SV Seligenporten     | 1:2             | FC Memmingen       |
| 02.04.2018, 16:00 Uhr | SpVgg Bayreuth       | 2:1             | TSV 1860 München   |

## Halbfinale
Die beiden Halbfinalpartien wurden am 10. April 2018 ausgetragen.
| Datum                 |                      | Ergebnis |                    |
| --------------------- | -------------------- | -------- | ------------------ |
| 10.04.2018, 19:00 Uhr | 1. FC Schweinfurt 05 | 4:1      | FC Memmingen       |
| 10.04.2018, 17:45 Uhr | SpVgg Bayreuth       | 3:0      | TSV 1860 Rosenheim |

## Finale
| SpVgg Bayreuth                                               | SpVgg Bayreuth | 1. FC Schweinfurt 05 | 1. FC Schweinfurt 05 |
| ------------------------------------------------------------ | --- | --- | -------------------- |
| SpVgg Bayreuth                                               | \| 21. Mai 2018 um 14:30 in Bayreuth (Hans-Walter-Wild-Stadion) \| \| Ergebnis: 1:3 (1:2)[3] \| \| Zuschauer: 3.762 \| \| Schiedsrichter: Wolfgang Haslberger \| \| Spielbericht \|                                                                                        | \| 21. Mai 2018 um 14:30 in Bayreuth (Hans-Walter-Wild-Stadion) \| \| Ergebnis: 1:3 (1:2)[3] \| \| Zuschauer: 3.762 \| \| Schiedsrichter: Wolfgang Haslberger \| \| Spielbericht \|                                                                     | 1. FC Schweinfurt 05 |
| SpVgg Bayreuth                                               | Jonas Hempfling – Thore Dengler, Julian Kolbeck, Patrick Hobsch, Dominik Schmitt (81. Tobias Ulbricht) – Patrick Weimar (75. Kevin Coleman), Chris Wolf, Darius Held (60. Anton Makarenko) – Tobias Weber, Ivan Knežević, Kristian Böhnlein Cheftrainer: Josef Albersinger | Alexander Eiban – Herbert Paul, Christopher Kracun, Marco Fritscher (81. Dominik Weiß), Kevin Fery – Matthias Strohmaier, Florian Pieper (50. Lukas Kling), Philip Messingschlager – Patrick Wolf, Adam Jabiri , Marius Willsch Cheftrainer: Gerd Klaus | 1. FC Schweinfurt 05 |
| SpVgg Bayreuth                                               | 1:1 Knežević (18.) | 0:1 Fery (9.) 1:2 Pieper (40.) 1:3 Jabiri (73.) | 1. FC Schweinfurt 05 |
| SpVgg Bayreuth                                               | C. Wolf (36.) | Messingschlager (26.), Strohmaier (67.) | 1. FC Schweinfurt 05 |
| 21. Mai 2018 um 14:30 in Bayreuth (Hans-Walter-Wild-Stadion) | | |                      |
| Ergebnis: 1:3 (1:2)                                          | | |                      |
| Zuschauer: 3.762                                             | | |                      |
| Schiedsrichter: Wolfgang Haslberger                          | | |                      |
| Spielbericht                                                 | | |                      |